# سبارتا (أتيكي)
سبارتا (Σπάρτα) هي قرية في بلدية ميغارا في إقليم أتيكا في اليونان.
1. ↑  Greek census 1951، QID:Q12876985